# Georges VI de Géorgie
Georges VI de Géorgie (en géorgien : გიორგი VI მცირე, Giorgi VI Mtsiré « le Petit » ; mort en 1313) est un roi de Géorgie de 1307 à 1313.

## Biographie
Fils du roi David VIII de Géorgie, il lui est associé par les Mongols dès 1307. Après la mort de son père en 1310, il règne sous la régence de son oncle le roi-associé Georges V de Géorgie qui est le dernier fils du roi Démétrius II de Géorgie.
Son règne est très peu documenté. On relève simplement qu'il est confirmé sur le trône en 1310 et qu'une campagne infructueuse est effectuée en Djavakhétie en 1312/1313.
Il meurt sans alliance ni postérité en 1313 et Georges V de Géorgie demeure seul roi. 

## Sources
- Cyrille Toumanoff, Les dynasties de la Caucasie chrétienne de l'Antiquité jusqu'au XIXe siècle : Tables généalogiques et chronologiques, Rome, 1990, p. 138.
- Alexandre Manvélichvili, Histoire de la Géorgie, Nouvelles Éditions de la Toison d'Or, Paris, 1951, p. 239.
- Marie-Félicité Brosset, Histoire de la Géorgie depuis l’Antiquité jusqu’au XIXe siècle, v. 1-7, Saint-Pétersbourg, 1848-58 (lire ce livre avec Google Books : , ), p. 640.